# Djumberi Todua
Djumberi Todua (în rusă Джумбери Лукьянович Тодуа; n. 25 aprilie 1937 – d. 25 septembrie 2021)) a fost un politician moldovean de etnie georgiană, care a îndeplinit funcția de deputat în Parlamentul Republicii Moldova de legislatura a XV-a (2001-2005), pe listele Partidului Comuniștilor din Republica Moldova.
La 25 aprilie 2002, președintele Republicii Moldova, Vladimir Voronin, i-a conferit lui Djumberi Todua Ordinul „Gloria Muncii”, „pentru contribuție substanțială în promovarea transformărilor social-economice, activitate legislativă prodigioasă și participare activă la viața socială”. A mai fost decorat cu medalia „Om emerit al Republicii Moldova”.
Todua a fost absolvent al Institutului Politehnic din Georgia. În 1960, pe criterii de specialitate a fost repartizat să activeze în Moldova. În 1962 a devenit inginer principal al întreprinderii de producție a cotilețului din Șoldănești. Din 1979 până în 2001 a fost director al uzinei de produse din fier-beton din Șoldănești.
Fiul său, Zurab Todua, este scriitor, publicist, istoric, politolog și politician, și, de asemenea a fost deputat în Parlamentul Republicii Moldova (în perioada 2010-2014) pe listele PCRM.